# Ella Lingensová
Ella Lingens-Reinerová, nepřechýleně Reiner (18. listopadu 1908 Vídeň – 30. prosince 2002 Vídeň) byla rakouská lékařka a držitelka čestného ocenění od státu Izrael Spravedlivý mezi národy. Spolu s manželem doktorem Kurtem Lingensem a baronem Karlem von Motesiczkym ukrývali během druhé světové války ve svém domě Židy. V roce 1942 byla gestapem uvězněna v koncentračním táboře Osvětim a později v Dachau. Válku přežila a stala se předsedkyní rakouské organizace bývalých osvětimských vězňů Österreichische Lagergemeinschaft Auschwitz.

## Dětství a mládí
Ella Reinerová se narodila 18. listopadu 1908 ve Vídni jako páté dítě Elsy Reinerové, rozené Thommenové, a železničního úředníka Friedricha Reinera. Její otec vlastnil rozsáhlý pozemek ve Slavonii, který po odchodu do důchodu spravoval jako panství, což sehrálo roli v tom, že Ella dočasně ztratila rakouské občanství.
V roce 1926 maturovala na střední škole v prvním vídeňském obvodu. Poté studovala práva ve Vídni a Curychu, v roce 1931 získala doktorát. Matka během jejího studijnímu pobytu v Anglii ji odhlásila z evidence vídeňské policie a kvůli vlastnictví pozemků po otci byla považována za jugoslávskou občanku, přičemž ztratila rakouské občanství a znemožnilo ji to vstup do rakouské státní služby, kde chtěla pracovat jako soudce. Následně se věnovala dalšímu studiu medicíny ve Vídni, Mnichově a Marburgu. 7. března 1938 se provdala za lékaře Kurta Lingense, který působil v antifašistickém hnutí.
Během rakouské občanské války, po pádu Sociálně demokratické strany do rukou rakouského fašistického státu se Ella Lingensová připojila k okruhu odbojářů, který se vytvořil kolem Otty a Käthe Leichterových, pracovala v právní poradně Sociálně demokratické strany ve Vídni a byla členkou vedení její místní pobočky.

## Za války

### Zatčení
Po anšlusu Rakouska k Německé říši v březnu 1938 se Lingensová vzdala jugoslávského občanství a stala se občankou Německé říše. Manželé zvažovali, zda mají emigrovat nebo zůstat v Rakousku, ale rozhodli se prozatím zůstat v Rakousku. 8. srpna 1939 se jim narodil syn Peter Michael Lingens, který se později stal jedním z nejznámějších rakouských novinářů.
Lingensová se zapojila do přímé pomoci Židům, při nepokojích během Křišťálové noci jich ukrývala ve svém pokoji deset. V roce 1939 se Lingensovi seznámili s baronem Karlem von Motesiczkym, protinacisticky zaměřeným člověkem, který studoval medicínu na Vídeňské univerzitě. Stali se z nich blízcí přátelé, přičemž od barona přijímali pozvání do jeho domu na vídeňském předměstí Hinterbruhl, v němž se během nacistické okupace setkávalo mnoho Židů a členů protinacistického odboje. Lingensovi ukrývali v letech 1941 až 1942 ve svém bytě mladou Židovku Eriku Feldenovou. Když onemocněla střevní infekcí, dala hospodyně Lingensových Erice Feldenové svůj průkaz, aby se mohla léčit pod falešným jménem. V té době Lingensovi pomáhali i dalším židovským přátelům, využívali svůj byt jako útočiště, uschovávali v něm cennosti a využívali svých konexí, aby pomohli přátelům uniknout gestapu. V roce 1942 je požádal Alex Weissberg-Cybulski, aby jemu a několika dalším lidem pomohli dostat se z polského Krakova do Maďarska. Lingensovi následně požádali o pomoc židovského ochotníka Rudolfa Klingera, který přislíbil Weissberga-Cybulského i jeho přátelé doprovodit k hranicím. Netušili, že Rudolf Klinger byl zrádce, tajně pracoval pro gestapo, přičemž umožnil útěk několika Židům, aby si zajistil důvěru ostatních. V srpnu 1942 Weissberg-Cybulski poslal do Vídně první ze svých přátel, bratry Bernharda a Jakoba Goldsteinovy a jejich manželky Helenu a Pepi. S doklady polských zemědělských dělníků několik dní bydleli v bytě Lingensových, poté je Klinger přivedl na hranice a udal gestapu, zároveň udal i manželé Lingensovy a barona Motesiczkého. Dne 13. října 1942 byli Lingensovi s baronem Motesiczkym zatčeni, přičemž gestapo také zjistilo, že u nich žila na úřadech nehlášená Erika Feldenová. Při prohlídce domu byl objeven také dopis židovských přátel žijících ve Spojených státech amerických, kteří se snažili získat zprávy od blízkých, které opustili. Kurt Lingens byl zařazen do jednotky vojáků, kteří byli posláni na východní frontu. Ella a baron Motesiczky byli shledáni vinnými z napomáhání Židům a posláni do koncentračního tábora v Osvětimi, syn Lingensových zůstal ve Vídni.

### V koncentračním táboře
Dne 15. února 1943 dorazila Lingensová do ženského tábora v Osvětimi. Téměř okamžitě po uvěznění se stala důležitou součástí táborové organizace jako lékařka v nemocnici. Zde nadále zachraňovala životy mnoha vězňů tím, že ukrývala ty nejohroženější z nich před selekcí na popravu, což popisuje ve svých pamětech Prisoners of Fear (Vězni strachu).
V srpnu 1943 prodělala tyfus. Po uzdravení i nadále pracovala v nemocniční budově každý den od osmi ráno do sedmi nebo osmi večer. V prosinci 1944 byla převezena do továrního tábora Agfa-Commando, který byl pobočkou tábora Dachau. I tam pracovala jako táborová lékařka a oproti Osvětimi zde získala o něco větší svobodu. V lednu 1945, po týdnech špatného stravování, vyhlásily nizozemské ženy v táboře pracovní stávku a při následném vyšetřování byla Lingensová obviněna z podněcování stávky. Po tomto incidentu se její postavení v táboře zhoršilo. V polovině února požádala o převoz do hlavního tábora v Dachau, přičemž její žádosti bylo vyhověno. Po více než dvou letech věznění byla 29. dubna 1945 v koncentračním táboře Dachau osvobozena. Ve svých pamětech Lingensová uvádí, že se domnívá, že válku přežila díky své identitě „árijky, Němky a lékařky, která mohla neustále profesionálně pracovat“.

## Po válce
Po osvobození Dachau v roce 1945 se Lingensová vrátila do Vídně, kde složila poslední zkoušku a dokončila studium medicíny. Poté pracovala jako sekundární lékařka v plicním sanatoriu v Korutanech, kde byl její syn v době jejího věznění v péči pěstounky. Specializovala se jako plicní lékařka. S manželem Kurtem se v roce 1947 rozvedli.

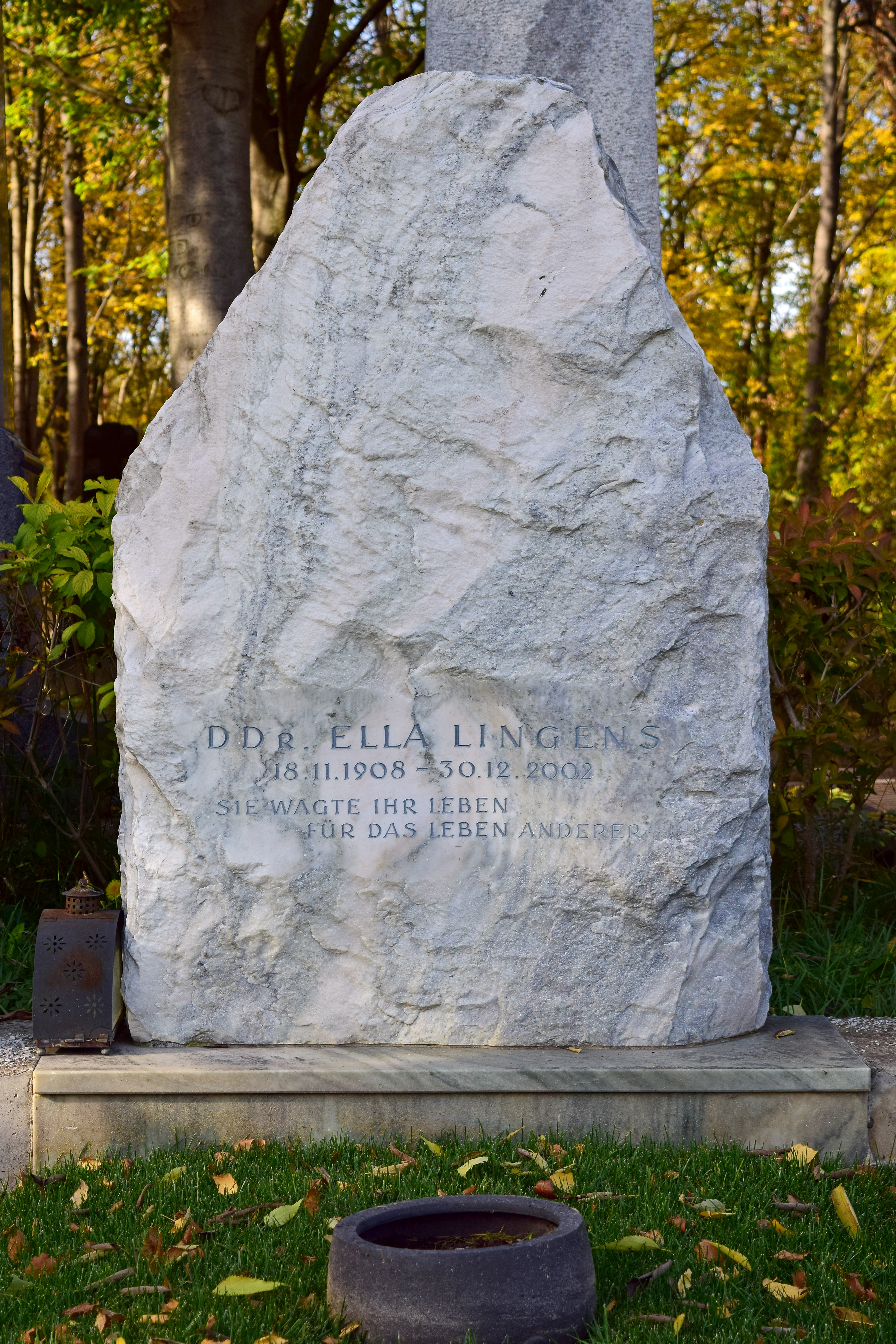
Hrob Elly Lingensové na vídeňském ústředním hřbitově

V roce 1948 vydala vzpomínkovou knihu o svém věznění s názvem Prisoners of Fear (Vězni strachu), v níž popsala hrůzy z koncentračních táborů i drobné okamžiky lidskosti, které v nich našla. Její syn vydal v roce 2003 německý překlad pod názvem Gefangene der Angst – Ein Leben im Zeichen des Widerstandes (Vězni strachu - život v odboji).
Od roku 1954 až do svého odchodu do důchodu v roce 1973 pracovala Lingensová na ministerstvu sociálních věcí, mimo jiné jako vedoucí oddělení tuberkulózy, a hrála významnou roli v rozvoji rakouského systému zdravotních a sociálních služeb.
Velkou část svého volného času věnovala informování veřejnosti o hrůzách národního socialismu a o svých zkušenostech z táborů smrti. Navzdory psychickému vypětí, chodila do škol a na semináře pro učitele, aby dalším generacím podala svědectví o temné minulosti fašismu, války a hrůzovlády. Ačkoli byla Ella Lingensová v zahraničí velmi ctěna a uznávána, v Rakousku zůstávala téměř neznámá.
Začátkem března 1964 vypovídala jako svědkyně během prvního frankfurtského procesu ohledně Osvětimi. Dlouhá léta působila jako předsedkyně organizace bývalých osvětimských vězňů Österreichische Lagergemeinschaft Auschwitz. Jad vašem vyznamenal Ellu Lingens-Reinerovou a Kurta Lingense v roce 1980 v Jeruzalémě čestnou medailí Spravedlivý mezi národy. Lingensová zemřela 30. prosince 2002 ve Vídni. Byla pohřbena 10. ledna 2003 v čestném hrobě na vídeňském ústředním hřbitově.